# Bayarque
Bayarque ist ein Ort und eine spanische Gemeinde in der Comarca Valle del Almanzora der Provinz Almería in der Autonomen Gemeinschaft Andalusien. Die Bevölkerung von Bayarque betrug 2024 aus 224 Einwohnern. 

## Geografie
Bayarque liegt im Landesinneren der Provinz Almería, an den Ausläufern der Sierra de las Estancias, in einer Höhe von ca. 805 m. Die Provinzhauptstadt Almería liegt in etwa 63 Kilometer südlicher Entfernung.

## Bevölkerungsentwicklung
| Jahr      | 1970 | 1981 | 1991 | 2001 | 2011 | 2021 |
| Einwohner | 367  | 283  | 245  | 241  | 229  | 219  |

## Sehenswürdigkeiten
- Kirche Marien Rosenkranz (Iglesia de Nuestra Señora del Rosario) aus dem 16. Jahrhundert
- Kapelle der Jungfrau von Lourdes (Ermita de la Virgen de Lourdes)

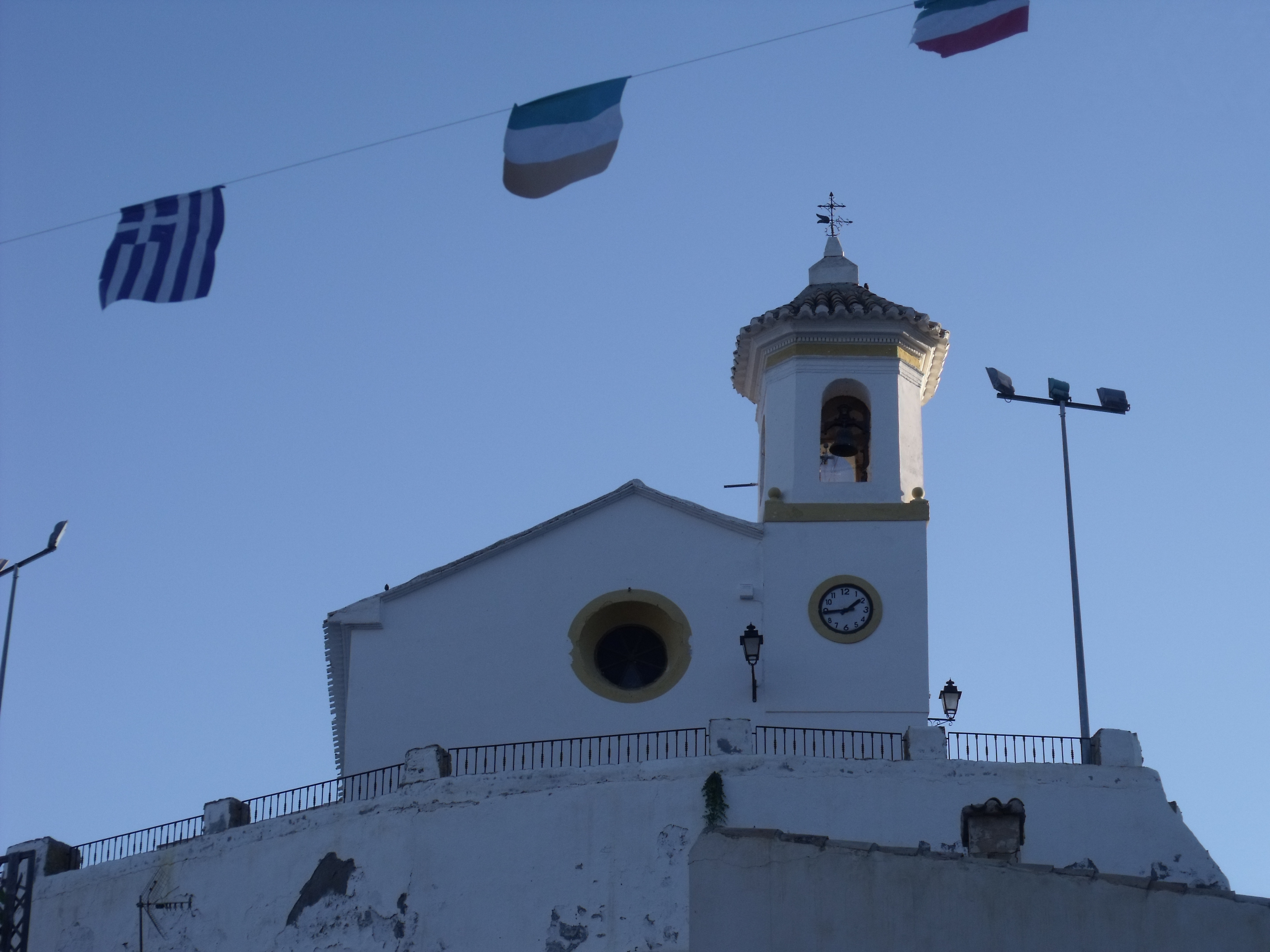
Kirche Marien Rosenkranz